# 救心製薬
救心製薬株式会社（きゅうしんせいやく）は、東京都杉並区和田に本社を置く日本の製薬会社である。生薬だけで作られた強心剤「救心」を中心に、生薬・漢方薬を中心にしたOTC医薬品を数多く手がけている。

## 沿革
- 1913年（大正2年）2月11日 - 堀正由が東京市浅草区田島町(現：東京都台東区西浅草2丁目)に堀博愛薬房を創立。
- 1923年（大正12年）9月 - 店舗を京橋区岡崎町(現：中央区八丁堀2丁目)に移転。
- 1933年（昭和8年）7月 - 救心製薬所に社名変更。
- 1938年（昭和13年）1月 - 製造設備拡張のため製造所を杉並区和田本町(現：和田1丁目)に移転。
- 1947年（昭和22年）3月 - 販売部門を分社化し、堀商事株式会社を設立。代表取締役社長に堀正由が就任。
- 1950年（昭和25年）1月 - 堀商事株式会社と救心製薬所が合併し、救心製薬株式会社に社名変更。
- 1965年（昭和40年）8月 - 本社を現在地に移転。
- 1966年（昭和41年）5月 - 代表取締役社長に堀泰助が就任。
- 1967年（昭和42年）10月 - 販売部門を再分社化し、救心商事株式会社を設立。代表取締役社長に堀正巳（1989年の代表取締役社長とは別）が就任。
- 1975年（昭和50年）1月 - 広告部門を分社化し、株式会社ホリ企画を設立。
- 1989年（平成元年）5月 - 代表取締役社長に堀正巳（1967年の代表取締役社長とは別）が就任。
- 2000年（平成12年）2月 - 代表取締役社長に堀正典が就任。
- 2007年（平成19年）10月 - 株式会社ホリ企画を合併。
- 2011年（平成23年）4月 - 救心商事株式会社を合併。
- 2011年（平成23年）11月 - 山梨県韮崎市に山梨工場を建設。
- 2013年（平成25年）2月 - 創業100周年。
- 2019年（令和元年）6月 - 代表取締役社長兼COOに堀厚が就任。
- 2023年（令和5年）2月 - 創業110周年。

## 事業所
- 本社
  - 〒166-8533 東京都杉並区和田1丁目21番7号[1]
- 本社管理棟
  - 〒166-0012 東京都杉並区和田1丁目22番3号
- 本社センター棟・東京研究所
  - 〒166-0012 東京都杉並区和田1丁目22番10号
- 山梨工場
  - 〒407-8549 山梨県韮崎市上ノ山3180[1]

## 救心の歴史
救心は、救心製薬の前身である堀博愛薬房が、心臓の働きにスムーズに作用されるように8つの生薬を用いて作った。堀博愛薬房の創業者は堀正由。「救心」の名は、消費者に印象に残るような名前を、ということで堀が付けた。救心には原点となった製品がある。創業者の堀の苗字をとって「ホリ六神丸」。現在は「虔脩(けんしゅう)ホリ六神丸R」の製品名で発売されているが、救心を主力にしているため、同製品はサブ的な扱いになっている。
2015年（平成27年）6月に、鹿茸（ロクジョウ）と沈香（ジンコウ）を新たに加えて配合生薬を9種類に増やし、牛黄（ゴオウ）を増量するリニューアルを行った。

## 救心歴代広告（テレビCM）キャラクター
- 柳家金語楼（1960年頃、新聞広告のみ）
- 榎本健一（同上）
- 古川緑波（同上）
- 村田英雄（1966年）
- 佐藤英夫（1966年 - 1991年、最初のテレビCM出演）
- 岩崎美智子（1973年頃、新聞広告のみ）
- 丘みつ子（1976年 - 1997年）
- アナライザー（声：緒方賢一、1979年頃、丘みつ子と共演）
- 児玉清（1993年 - 2001年）
- 氷上恭子（1995年頃、サウンドロゴのみ）[3]
- 伊吹吾郎（2001年 - 2002年）
- 滝田栄（2002年 - 2006年）
- 根本りつ子（2005年 - 2006年、テレビCMのみ）
- 西川浩幸・大森美紀子（演劇集団キャラメルボックス、2005年冬 - 2009年、テレビCMのみ）
- 村上弘明（2007年 - 2011年） [4]
- 辰巳琢郎（2011年 - 2016年） [5]
- 村井美樹（救心カプセル）[6]
- ほのかりん （2015年 - 2016年）[7]
- 高橋光臣（2016年 - ）[8]
- 片岡鶴太郎（2016年 - 2020年）[9][10]

## 救心以外の取扱製品

### 強心剤
- 救心錠剤【第2類医薬品】 - 2016年（平成28年）3月発売。「救心（2015年6月リニューアル品）」と同じ有効成分・分量でフィルムコート錠にしたもの。プラボトル入り。
- 救心カプセルF【第2類医薬品】 - 8種類の生薬を配合したカプセルタイプ。PTP包装採用。
- 救心内服液【第2類医薬品】 - 3種類の生薬（ゴオウ、ロクジョウ、センソ）に、タウリン、チアミン塩化物塩酸塩（ビタミンB1塩酸塩）、プロキシフィリン、無水カフェインを配合したミニドリンクタイプ（製造販売元：中外医薬生産）。
- 虔脩（けんしゅう）ホリ六神丸【第2類医薬品】 - 6種類の生薬を配合

### 生薬製剤
- ホスロールS【第2類医薬品】 - 5種類の生薬を配合した顆粒タイプ。体力中等度以下で、心身が疲れ、精神不安、不眠などがある方用。酸棗仁湯。
- ノイ・ホスロール【第2類医薬品】 - 4種類の生薬を配合した顆粒タイプ。体力中等度以下で、のぼせや動悸があり神経がたかぶる方用。苓桂甘棗湯。

### かぜ薬
- 救心のかぜ薬赤箱【第2類医薬品】 - 葛根湯エキスに、アセトアミノフェン、d-クロルフェニラミンマレイン酸塩、チペピジンヒベンズ酸塩などを配合した顆粒タイプ。

ほか

## テレビ提供番組
2023年現在、オンエアされるテレビCMは基本的に各番組とも「救心」「救心錠剤」各15秒ずつであるが、まれに「救心カプセルF」のCMも流れることがある（かつては「救心内服液」や「救心のかぜ薬」「ホスロール」などのCMが流れていたこともあった）。
テレビ朝日系列では、1970年代と1980年代に朝日放送製作番組が放送されていた火曜21:00枠 → 木曜20:00枠 → 金曜22:00枠（一時期『必殺シリーズ』を放送）に提供。その後、度重なる放送時間の変更を経て、現在は関東ローカルの『グッド!モーニング』に提供枠を移している。一時期『タイムショック21』（テレビ朝日）のスポンサーになっていたこともある。
唯一のテレビアニメ提供番組である『愛天使伝説ウェディングピーチ』では、1995年10月放送分より日本ケロッグとの交代で隔週スポンサーを担当し、1996年3月放送分まで担当した。
提供クレジットには長らく社名である「救心製薬」を用いていたが、2002年4月以降は看板商品となっている「救心」を用いている。
現在でも「救心」のCM（テレビ・ラジオ共通）の最後に流れている「♪キューシン、キューシン」の女性コーラスによるサウンドロゴは山本直純が作曲を担当している。変ロ長調のバージョンがよく知られているが、テレビCM「そんな時には」編では、ニ長調で若干声が高いバージョンとなっている。2001年 - 2002年に伊吹吾郎が出演したCM『同窓会篇』では（CM上での）同窓会参加者全員が歌い、2005年 - 2006年に西川浩幸・大森美紀子・根本りつ子が出演したCMでは、出演者自ら歌っていた。

### 現在
- 笑点（日本テレビ系列・日曜 17:30 - 18:00） - カルビーから引き継ぎ、2001年10月7日より提供開始（『火曜サスペンス劇場』から移動）。提供読みは主音声では「ご覧のスポンサー」。2009年8月16日に開始した副音声では「救心製薬」と読み上げていたが、2017年9月以降は「各社」と読み上げている。2020年10月4日以降は、薄い白絨毯の上にカラー表記。同業者の龍角散、佐藤製薬も提供。
- 新春スポーツスペシャル ニューイヤー駅伝（TBS系列、毎年1月1日） - 提供読みは「ご覧のスポンサー」。前述の『笑点』『報道ステーション』休止時に振替提供する番組のひとつ。
- グッド!モーニング（テレビ朝日・月 - 金曜 4:55 - 8:00）- 2020年10月、『報道ステーション』から引き継ぎ、毎週月曜6:46頃 - 7:35頃に提供（関東ローカル）

### 過去
- テレビ銀婚式 すてきな夫婦（日本テレビ） - 一社提供。のちに日本専売公社の一社提供に変更された。
- スター誕生!（日本テレビ） - 1971年10月の番組開始時から西川きよし単独司会時代の初期まで提供。
- JNNニュースコープ（TBS） - 提供時期不明。
- 必殺シリーズ（朝日放送）
- 新婚さんいらっしゃい!（朝日放送・日曜 12:55 - 13:25） - 2003年10月5日から2011年9月25日まで提供（『パネルクイズ アタック25』から移動）。提供読みは「あなたのハートをサポートする救心製薬」。提供枠は2003年10月5日から2004年3月28日まで45秒、同年4月4日から2011年9月25日まで30秒。
- パネルクイズ アタック25（朝日放送・日曜 13:25 - 13:55）- 1999年4月4日から2001年3月25日まで提供。2008年11月9日・30日のみ、（週替わりスポンサーの1社として）約8年ぶりに提供。レギュラー提供当時は、初代司会者の児玉清がイメージキャラクターを務めていた。
- 木曜時代劇 名奉行遠山の金さん（テレビ朝日、木曜20時台）- 番組休止時は、プロ野球中継や『超次元タイムボンバー』の2時間スペシャルの20時台のパートなどに振替提供したケースがあった。
- 愛天使伝説ウェディングピーチ（テレビ東京・水曜 18:00 - 18:30） - 唯一のテレビアニメ提供番組。隔週で日本ケロッグとスポンサーを交互に入れ替え。提供クレジットは1995年10月 - 1996年3月放送分。1995年9月放送分のみ、PT扱いだった。
- タイムショック21（テレビ朝日、月曜 20:00 - 20:54） - 一時期提供。
- 報道2001（フジテレビ・日曜 7:30 - 8:55） - 7:35頃から8:25前後のネットワークセールス枠で提供していた。途中でスポンサーを降板。
- アイドル花組おとこ組（日本テレビ） - 味の素との二社筆頭提供・協賛。
- 火曜サスペンス劇場（日本テレビ） - 2001年頃に一時期提供後『笑点』に提供枠移動。
- にっぽん菜発見 そうだ、自然に帰ろう（朝日放送テレビ制作・テレビ朝日、日曜 9:30 - 10:00） - 2006年頃から一時期提供。
- たけしの健康エンターテインメント!みんなの家庭の医学（朝日放送） - 2011年10月から同年12月まで提供。
- 水曜ミステリー9（テレビ東京） - 第2期。提供読みは「ご覧のスポンサー」。番組休止時には『木曜8時のコンサート〜名曲!にっぽんの歌〜』や『にっぽん!いい旅』、『和風総本家』（テレビ大阪）のスペシャルなどを振替提供するケースがある。
- 日本大相撲トーナメント（フジテレビ） - 2012年大会など。前述の『笑点』または『水曜ミステリー9』休止時に振替提供した番組のひとつ。
- ザック流の正体を探れ!〜イタリア人監督の大胆な挑戦と新たな希望〜（テレビ静岡） - 2013年12月1日深夜放送のフジテレビ系全国ネット特番。『水曜ミステリー9』休止時に振替提供した番組のひとつ。
- 情報プレゼンター とくダネ!（フジテレビ） - 2011年10月7日から2012年3月30日まで、毎週金曜日 9:35 - 9:49頃のパートで提供。提供読みは「ご覧のスポンサー」。
- 帯ドラマ劇場『やすらぎの刻〜道』（テレビ朝日） - 月曜放送分。
- 徹子の部屋（テレビ朝日） - 2015年1月12日放送分のみ。
- 金曜ロードSHOW!『耳をすませば』（日本テレビ） - 2017年1月27日放送。22時台後半に提供。
- 映画『アナと雪の女王』『アナと雪の女王/家族の思い出』（テレビ朝日） - 2019年1月3日放送。19時台後半のナショナルスポンサーで提供。『報道ステーション』休止時の提供振替番組。
- 日本名曲アルバム（BS-TBS） - 2014年2月中に一度提供した後、2015年1月13日から再度提供。
- 池上彰のニュースそうだったのか!!（テレビ朝日・土曜 20:00 - 20:54） - 2019年4月6日から2020年3月28日まで提供。提供読みは「ご覧のスポンサー」。
- 報道ステーション（テレビ朝日・月 - 金曜 21:54 - 23:10） - 2020年9月まで、21:57頃 - 22:30前後に提供。提供する曜日は水曜日→金曜日。提供読みは「救心」（かつては「救心製薬」）。後継は関東ローカルで、『グッド!モーニング』月曜日に移行した。
- サンデーモーニング（TBS・日曜 8:00 - 9:54） - 2020年4月5日から2021年3月28日まで8時台のネットワークセールス枠で提供（8:25前後を境に、隔週で前半・後半入れ替え）。提供読みは「ご覧のスポンサー」。

## ラジオ提供番組
- 森本毅郎・スタンバイ! （TBSラジオ） - ミニコーナー「タケローニューススクランブル」を月・水・金に提供。関東ローカル。
- CBCドラゴンズナイター（CBCラジオ） - 木曜日のスポンサー。
- 上泉雄一のええなぁ!（MBSラジオ） - 15:50頃からのコーナー「知ってええなぁ!ちなみNEWS」のスポンサー。
- こんちわコンちゃんお昼ですョ！（MBSラジオ） - 13:30頃からの交通情報のコーナースポンサー。